# Кривячка
Кривячка — деревня в составе Шангского сельского поселения Шарьинского района Костромской области России.

## География
Расположена на автодороге Урень — Шарья — Никольск — Котлас Р157, на берегу речки Кривячка.

## История
Известно, что Кривячка вместе с деревнями Прудовка и Токовица были даны в вотчину князю Василию Федоровичу Одоевскому.
Согласно Спискам населенных мест Российской империи в 1872 году деревня относилась к 3 стану Ветлужского уезда Костромской губернии. В ней числилось 24 двора, проживал 81 мужчина и 102 женщины. В деревне находилось правление Шангско-Городищенской волости
Согласно переписи населения 1897 года в деревне проживало 264 человека (130 мужчин и 134 женщины).
Согласно Списку населенных мест Костромской губернии в 1907 году деревня относилась к Шангско-Городищенской волости Ветлужского уезда Костромской губернии. По сведениям волостного правления за 1907 год в деревне числилось 54 крестьянских двора и 282 жителя. В деревне имелась кузница. Основным занятием жителей деревни был лесной промысел.
В 1913 году деревня по прежнему являлась административным центром Шангско-Городищенской волости Ветлужского уезда Костромской губернии.

## Население
| 2008 | 2010 | 2014 |
| ---- | ---- | ---- |
| 233  | ↘230 | ↘228 |